# Tiuinsk
Tiuinsk (ros. Тюинск) – wieś (sieło) w Rosji, w Kraju Permskim, w rejonie oktiabrskim. W 2010 liczyła 360 mieszkańców.